# Урица
Урица или Мала Ура (рус. Урица, Ура Малая) малена је руска река која протиче крајњим северним делом Мурманске области. Извире из маленог ледничког језера недалеко од Заозјорска, тече у смеру истока и након свега 18 km тока улива се у Урски фјорд Баренцовог мора код места Видјајева.
Укупна површина сливног подручја реке Урице је 107 km².